# Spermophilus xanthoprymnus
Spermophilus xanthoprymnus (ховрах малоазійський) — гризун з родини Вивіркові (Sciuridae), один з представників роду Spermophilus.

## Середовище проживання
Країни поширення: Вірменія, Іран, Туреччина. Населяє відкритий степ з короткою рослинністю на висотах приблизно від 800 до 2700 м. У Туреччині живе в природних степах, але іноді зустрічається на кам'янистих гірських схилах і на краю зернових полів. 

## Звички
Зимова сплячка починається в кінці серпня і закінчується в середині лютого; сплячка може тривати від 21 до 100 днів. Спарювання відбувається після в лютому, а пологи припадають на квітень-липень (виводок 1-6). Один виводок на рік, статева зрілість досягається після першого періоду сплячки.

## Загрози та охорона
Великомасштабне розширення сільськогосподарського виробництва є головною загрозою. Зустрічаються в природоохоронних районах. 